# Thomas Pinckney
Thomas Pinckney (Charleston, 23 ottobre 1750 – 2 novembre 1828) è stato un politico e diplomatico statunitense.

## Biografia
Pinckney nacque a Charleston in Carolina del Sud. Suo padre, Charles Pinckney, era un ufficiale coloniale. Quando il giovane Pinckney aveva tre anni suo padre trasferì la famiglia in Gran Bretagna. Dopo la morte del padre nel 1758, Pinckney proseguì i suoi studi in Gran Bretagna presso Westminster e poi presso l'Università di Oxford. Nel 1774 ritornò in America per divenire un fervente patriota. Nel 1775 divenne comandante del primo reggimento dell'esercito continentale per divenire poco più tardi l'aiutante del generale Horatio Gates. Fu anche ferito in guerra e catturato dagli inglesi, ma fu successivamente liberato in uno scambio di prigionieri. Fu congedato dall'esercito continentale ma combatté poi sotto il comando del marchese Lafayette.
Alla fine della guerra di indipendenza Pinckney tornò presso la sua tenuta di famiglia, prima di apparire nuovamente sulla scena politica. Dal 1787 al 1789 ricoprì la carica di governatore della Virginia e fu tra i padri fondatori che ratificarono la costituzione degli Stati Uniti. Il neoletto presidente George Washington lo nominò ambasciatore in Gran Bretagna. Fu successivamente inviato in Spagna dove fu il maggiore artefice del trattato di San Lorenzo, ratificato nel 1795. Il successo che Pinckney ebbe in Spagna lo rese anche molto popolare in patria, tanto che il Partito Federalista lo candidò per la carica di vicepresidente nel 1796. Nonostante avesse perso l'elezione per la carica di vicepresidente, che andò a Thomas Jefferson, nel 1797 fu eletto alla Camera dei rappresentanti degli Stati Uniti occupando il seggio che si era liberato a causa delle dimissioni del deputato William L. Smith. Servì infine nella United States Army nel 1812 nella guerra contro la Gran Bretagna.
Pinckney morì il 2 novembre 1828 a Charleston all'età di 78 anni.